# Georges Bidault

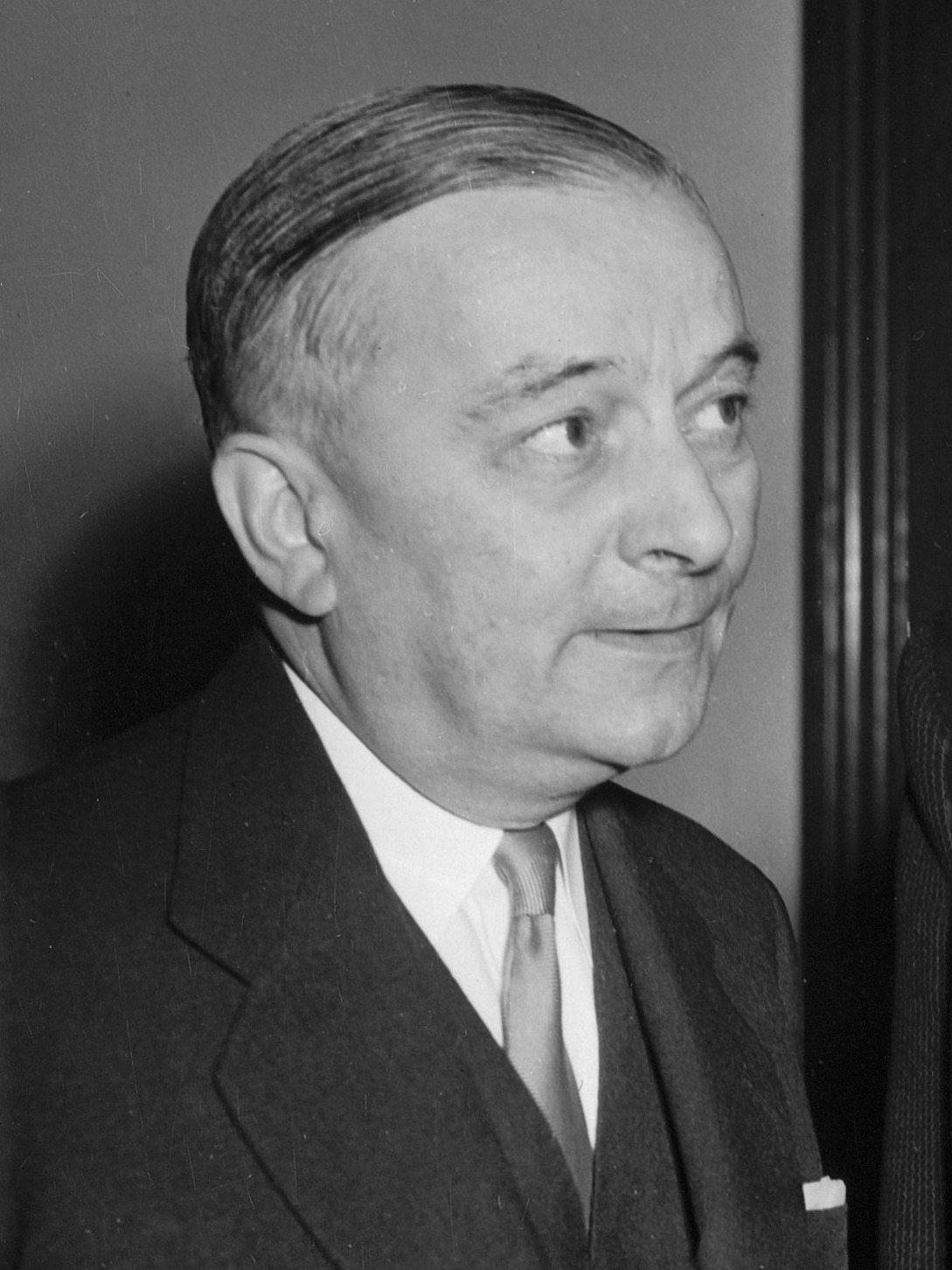
Georges Bidault

Georges-Augustin Bidault (* 5. Oktober 1899 in Moulins, Auvergne; † 27. Januar 1983 in Cambo-les-Bains) war ein französischer Politiker. Im Zweiten Weltkrieg war er in der Résistance aktiv, von 1943 bis 1944 als Vorsitzender des Conseil national de la Résistance. In der unmittelbaren Nachkriegszeit stand er von Juni bis Dezember 1946 der Provisorischen Regierung vor. Bidault war von 1949 bis 1952 Parteivorsitzender des christdemokratischen Mouvement républicain populaire (MRP), von Oktober 1949 bis Juni 1950 Ministerpräsident sowie zwischen 1944 und 1954 mehrmals Außenminister Frankreichs. Anfang der 1960er Jahre war er Mitglied der terroristischen Organisation de l’armée secrète (OAS), die die Unabhängigkeit Algeriens ablehnte und bekämpfte.

## Leben
Bidault, Sohn eines Versicherungsdirektors, nahm noch am Ersten Weltkrieg teil und studierte an der Sorbonne. Er wurde Geschichtslehrer. 1925 bis 1926 war er in Valenciennes, 1926 bis 1931 in Reims, ab 1931 am Lycée Louis-le-Grand in Paris als Geschichtslehrer tätig. 1932 half er bei der Gründung der französischen katholischen Jugendorganisation und ab 1934 war er Herausgeber der christdemokratisch-antifaschistischen Zeitung l’Aube. Er hatte darin eine Kolumne und protestierte in ihr unter anderem gegen das Münchener Abkommen von 1938, gegen Antisemitismus und Faschismus. Bidault war Führer der christdemokratischen Parti démocrate populaire (PDP).
1939 trat er der französischen Armee bei und geriet im Zuge der Niederlage Frankreichs im Juni 1940 in deutsche Kriegsgefangenschaft. Nach seiner Freilassung im Juli 1941 konnte er in Paris als Journalist wegen seiner politischen Auffassungen nicht mehr arbeiten und wechselte im Oktober 1941 in die unbesetzte Südzone. Dort trat er der Résistancegruppe Liberté bei, die sich später mit der Gruppe Combat von Henri Frenay vereinigte. Jean Moulin rekrutierte ihn, um eine Untergrundpresse zu organisieren und mit Albert Camus das Untergrundblatt Combat zu gründen.
Bidault nahm an der Gründung des Widerstandsparlaments Conseil National de la Résistance (CNR) als Vertreter des PDP in Paris teil, weshalb er von Lyon nach Paris zurückkehrte und dort im Untergrund lebte. Nachdem die Gestapo Moulin gefangen genommen hatte, wurde Bidault Vorsitzender des CNR. 1944 veröffentlichte er eine Charte de la Résistance, die ein weitreichendes Reformprogramm für die Nachkriegszeit empfahl. In diesem Programm wurde die Wiedereinsetzung der Menschenrechte gefordert.

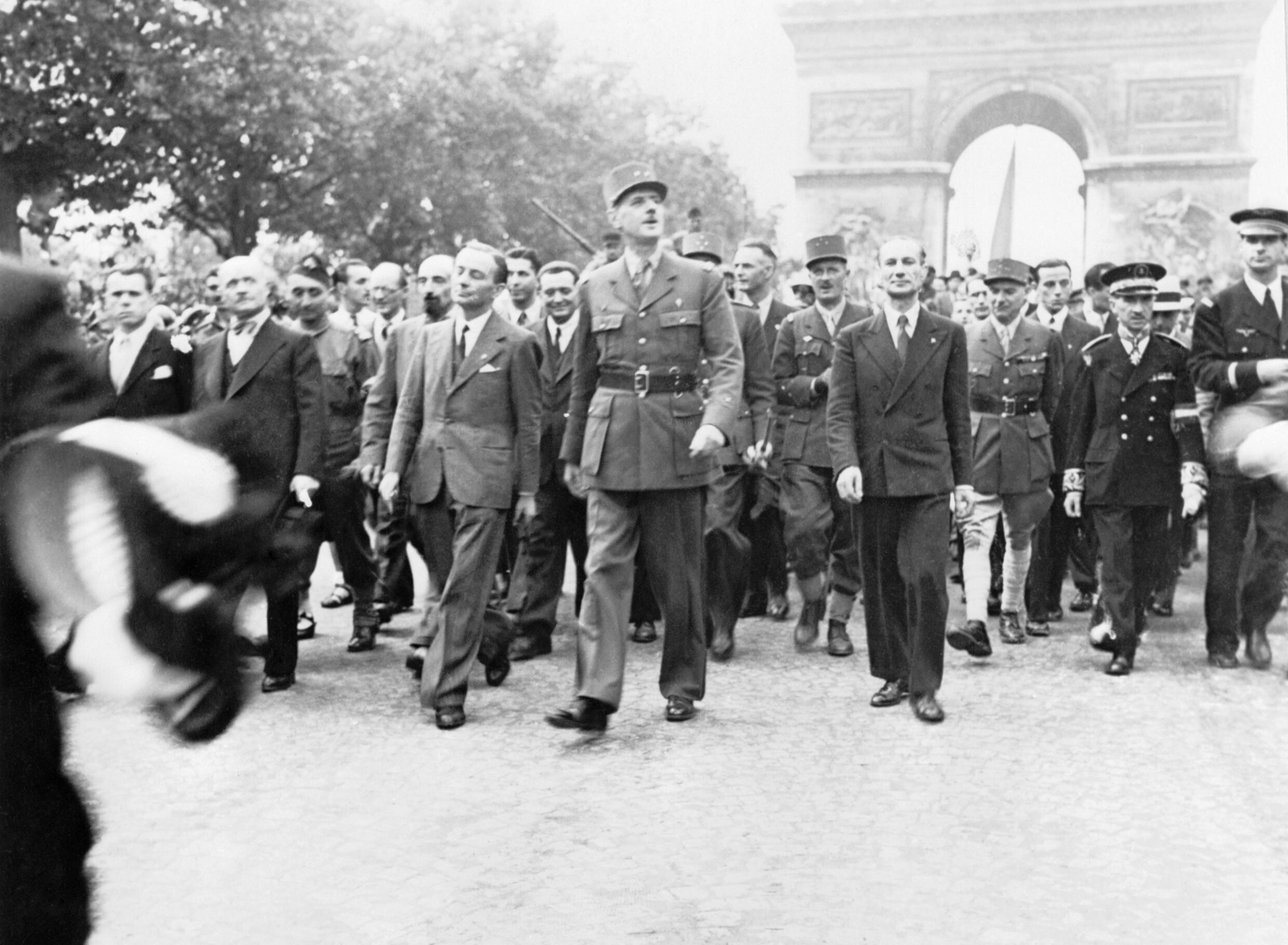
Bidault links neben De Gaulle am 26. Aug. 1944 auf den Champs-Élysées
(nachbearb. hist. Foto)

## Politische Karriere in der Vierten Republik
Nach der Befreiung von Paris im Juli/August 1944 nahm er für die Résistance an der Siegesparade teil. Charles de Gaulle berief ihn am 25. August 1944 zum Außenminister der Provisorischen Regierung, dieses Amt behielt er auch nach Kriegsende bis zum Dezember 1946. Er gehörte neben Robert Schumann, Pierre Pflimlin und Maurice Schumann zu den Gründern des Mouvement républicain populaire (MRP), einer christdemokratischen Partei der politischen Mitte. Nach dem Krieg gehörte Bidault von 1945 bis 1962 als Abgeordneter des Départements Loire der Nationalversammlung an.
Nachdem ein erster, von kommunistischer PCF und sozialistischer SFIO geprägter Verfassungsentwurf im Referendum im Mai 1946 abgelehnt worden war, wählten die Franzosen eine neue Verfassunggebende Versammlung. Bei dieser Wahl wurde Bidaults MRP mit 28,2 Prozent der Stimmen stärkste Kraft. Die Konstituante wählte ihn am 19. Juni 1946 als Nachfolger Félix Gouins zum Präsidenten der Provisorischen Regierung (de facto Ministerpräsident). Sein Kabinett bestand aus Sozialisten, Kommunisten und Bidaults eigener Partei MRP, und er behielt in Personalunion das Amt des Außenministers.
Bidault vertrat Frankreich auf den Konferenzen der vier Siegermächte. Es gelang ihm aber nicht, seine Forderung auf Internationalisierung der Ruhr und dauernde Besetzung des Rheinlandes durchzubringen. Während seiner Amtszeit bestätigte das Volk den zweiten Entwurf für die Verfassung der Vierten Französischen Republik, die am 27. Oktober 1946 in Kraft trat. Am 10. November fand eine Wahl zur Nationalversammlung statt. Die Kommunisten wurden stärkste Partei (28,59 %), das MRP erhielt 26,34 % und die SFIO 17,87 %. Bidault trat zurück; der Sozialist Léon Blum wurde sein Nachfolger.

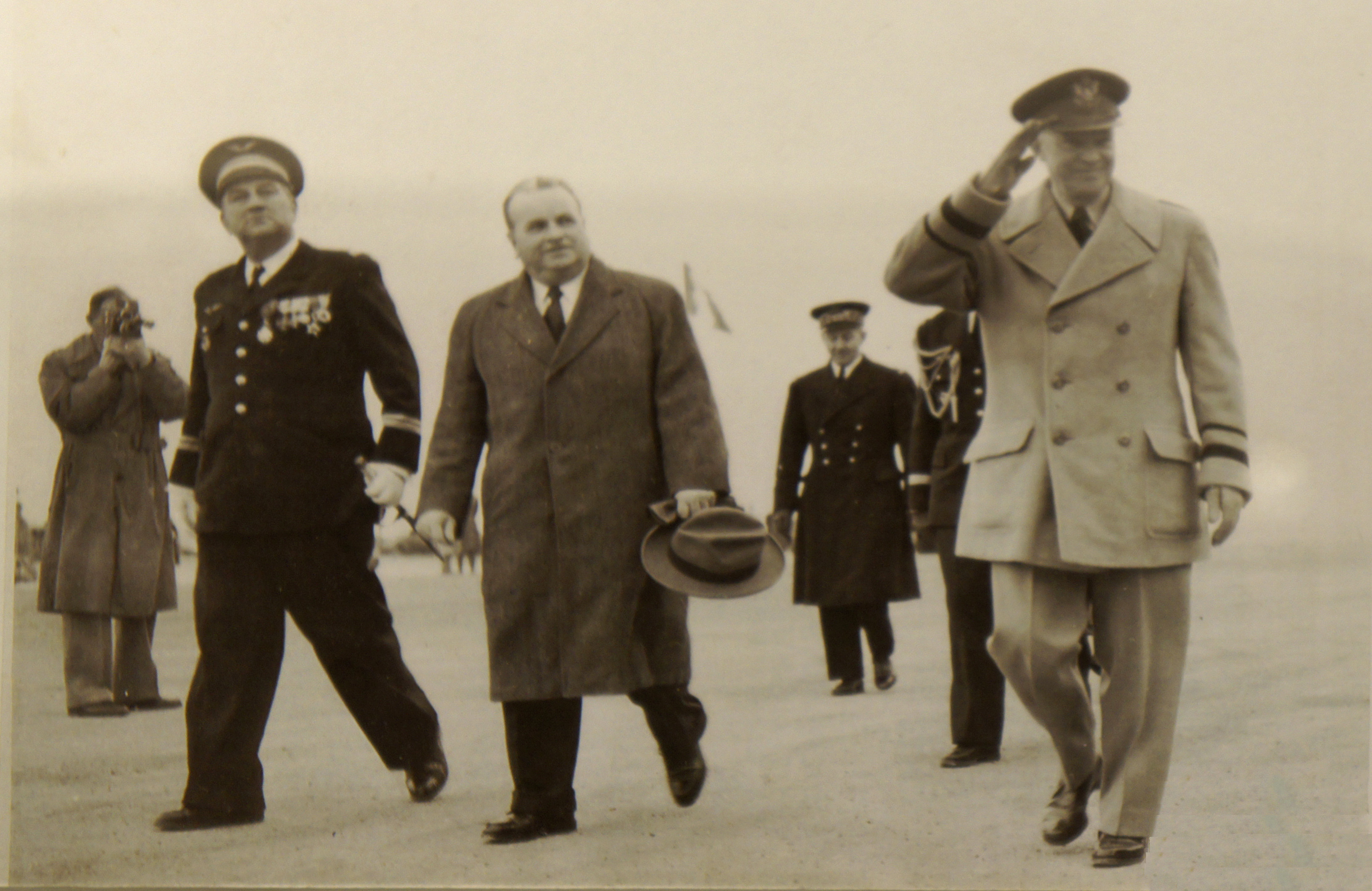
Georges Bidault (Mitte) mit US-General Eisenhower im Jahre 1951

Bidault arbeitete in verschiedenen französischen Regierungen der Vierten Republik, zunächst von Januar 1947 bis Juli 1948 als Außenminister in den Kabinetten von Paul Ramadier und Robert Schuman. Im Oktober 1949 wurde er Ministerpräsident, aber sein Kabinett überstand nur acht Monate. Im Kabinett von Henri Queuille von März bis August 1951 erhielt er die Position des Vizeministerpräsidenten und den Kabinetten von René Pleven (Kabinett Pleven II) und Edgar Faure (Kabinett Faure I) gehörte er von August 1951 bis März 1952 als Verteidigungsminister an.
Das MRP verlor bei der Parlamentswahl 1951 stark an Unterstützung. Im Jahr darauf löste Pierre-Henri Teitgen Bidault als Parteivorsitzender ab, dieser wurde stattdessen Ehrenpräsident der christdemokratischen Partei. Am 1. Juni 1953 gab ihm Präsident Vincent Auriol einen Auftrag zur Kabinettsbildung, aber die Nationalversammlung verweigerte ihm am 10. Juni das Vertrauen. Bidault war Kandidat des MRP bei der französischen Präsidentschaftswahl im Dezember 1953, zog sich jedoch im zweiten Wahlgang zurück.

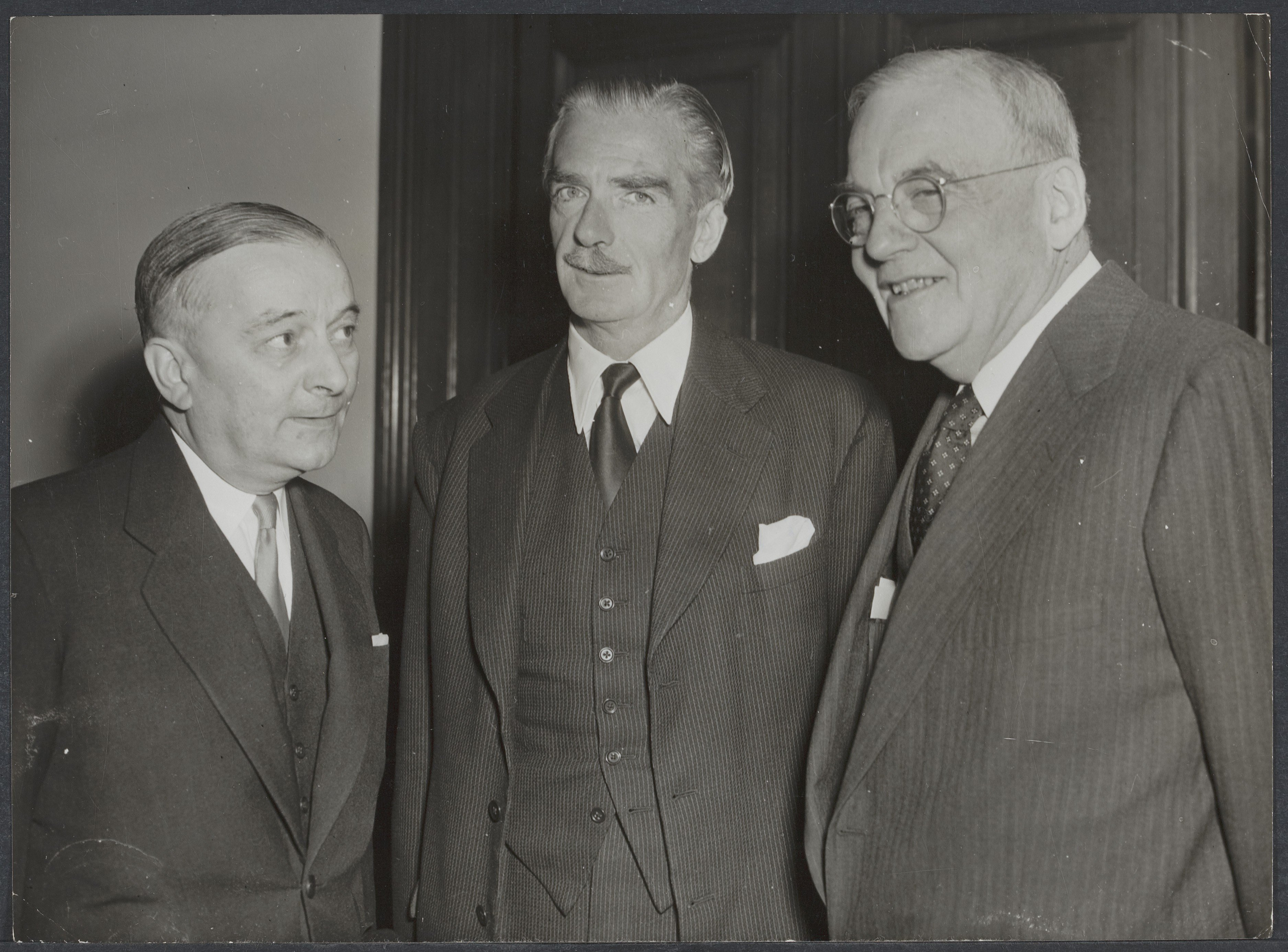
Außenminister Bidault (links) mit seinen Amtskollegen Anthony Eden (Großbritannien) und John Foster Dulles (USA), 1953 oder 1954

Von Januar 1953 bis Juni 1954 war er erneut Außenminister, diesmal unter den Premierministern René Mayer und Joseph Laniel. Während des Indochinakriegs gehörte Bidault zu den Befürwortern des Erhalts des Kolonialstatus von Indochina. Am Vorabend der Indochinakonferenz in Genf nahm John Foster Dulles bei einer Besprechung im Quai d’Orsay seinen französischen Amtskollegen zur Seite und fragte ihn unter vier Augen: Was wäre, wenn wir euch zwei Atombomben geben? Bidault versprach sich von der Konferenz die Spaltung der kommunistischen Mächte. Ebenso versuchte er, US-Unterstützung durch Luftangriffe zu erreichen; dies wurde jedoch vom Kongress und der Regierung Eisenhower abgelehnt. Nach der verlorenen Schlacht um Điện Biên Phủ (8. Mai 1954) war der Krieg innenpolitisch nicht mehr haltbar und Bidault wurde durch Pierre Mendès France als Verhandlungsführer durch einen Regierungswechsel abgelöst. Seine Partei wollte nach der Niederlage in Indochina ebenso seine Position gegen eine Dekolonisation Nordafrikas nicht mehr mittragen.

## Algerien und OAS
Nach dem Scheitern der Regierung Gaillard während der Hochphase des Algerienkrieges nominierte Staatspräsident René Coty im April 1958 Bidault noch einmal als Ministerpräsident, er konnte aber kein Kabinett bilden. Stattdessen wurde sein Parteikollege Pierre Pflimlin der letzte Regierungschef der Vierten Republik. Bidault unterstützte die Rückkehr de Gaulles an die Macht und die Gründung der Fünften Republik. Er verließ das geschwächte MRP und gründete seine eigene Partei, Démocratie chrétienne de France (DCF), die jedoch weitgehend unbedeutend blieb. Nach Inkrafttreten der neuen Verfassung wurde Bidault im November 1958 als Abgeordneter des 6. Wahlkreises von Loire erneut in die Nationalversammlung gewählt.
Dass de Gaulle jedoch ab 1959 eine Autonomie Algeriens anstrebte und später sogar über die vollständige Unabhängigkeit des Landes verhandelte, lehnte Bidault scharf ab. Im September 1959 rief er das Rassemblement pour l’Algérie française („Sammlungsbewegung für das französische Algerien“) ins Leben. Er gehörte neben dem Gaullisten Jacques Soustelle zu den 23 Abgeordneten, die im Oktober 1959 gegen eine Teilselbstständigkeit Algeriens stimmten. Im Juni 1960 waren Bidault und Soustelle unter den Initiatoren des Comité der Vincennes, das jegliche Verhandlungen über die Unabhängigkeit Algeriens ablehnte und seine Unterstützung für den ehemaligen General Raoul Salan, Anführer der terroristischen Organisation de l’armée secrète (OAS), erklärte.
Im April 1962 ernannte Salan Bidault zu seinem Nachfolger an der Spitze der OAS. Nachdem die französische Regierung und die algerische Unabhängigkeitsbewegung FLN im März 1962 die Verträge von Évian unterzeichnet hatten, gründete Bidault im Mai 1962 in Mailand zusammen mit Jacques Soustelle und Antoine Argoud einen „Nationalen Widerstandsrat“ (Conseil national de la Résistance). Im Juni 1962 wurde er beschuldigt, sich als Chef der OAS gegen den Staat verschworen zu haben. So verlor er seine parlamentarische Immunität. Er flüchtete 1963 nach Brasilien ins Exil, zog 1967 nach Belgien und kehrte 1968 nach einer Amnestie nach Frankreich zurück.